# Ester 6

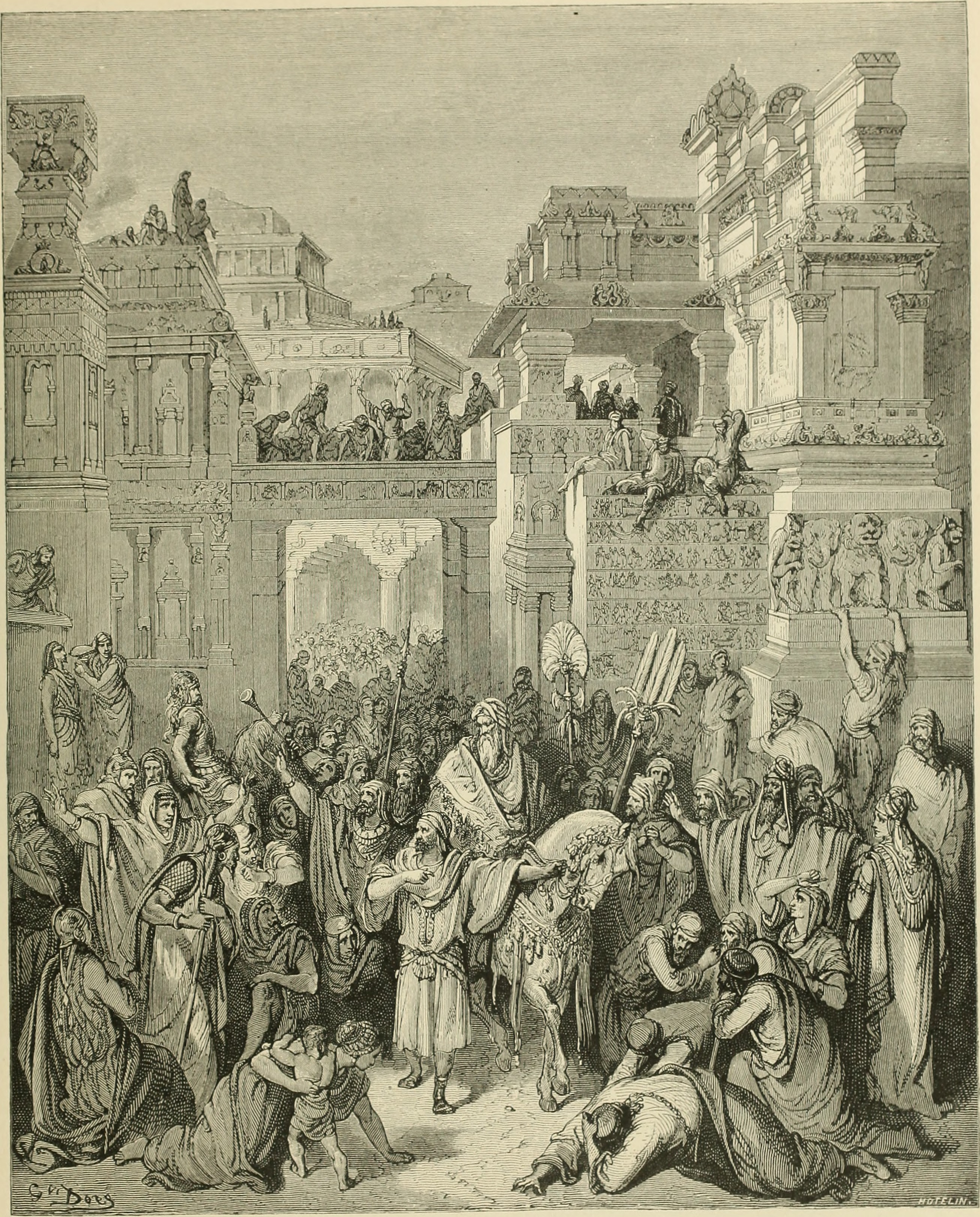
Haman brings Mordecai, riding upon the king's horse, thorugh the street of the city. "The Bible panorama/The Holy Scriptures in picture and story" (1891)

Esther 6 es el sexto capítulo del Libro de Esther en la Biblia hebrea o el Antiguo Testamento de la Biblia cristiana, Se desconoce el autor del libro y los estudiosos modernos han establecido que la etapa final del texto en hebreo se habría formado en el siglo II a. C. Los capítulos 3 a 8 contienen las nueve escenas que conforman la trama del libro. Este capítulo relata cómo un insomne Asuero hizo que le leyeran en voz alta los anales de su corte y descubrió que no había recompensado a Mardoqueo por transmitirle la información sobre el complot para asesinarlo. El episodio conduce a «una escena maravillosamente irónica» (KJV), ya que la narración «avanza inexorablemente hacia su giro final», comenzando con Amán conduciendo un caballo del rey que lleva a Mardoqueo, vestido con ropas reales, por las calles de Susa, y proclamando el favor del rey hacia Mardoqueo. Amán regresó a su casa mostrando un comportamiento de luto y su esposa predijo que la intención de Amán de destruir a Mardoqueo terminaría con el resultado contrario.

## Texto
Este capítulo fue escrito originalmente en lengua hebrea y, desde el siglo XVI, se divide en 14 versículos.

### Testimonios textuales
Algunos manuscritos antiguos que contienen el texto de este capítulo en hebreo pertenecen al Texto masorético, que incluye el Codex Leningradensis (1008).
También existe una traducción al griego koiné conocida como la Septuaginta, realizada en los últimos siglos a. C. Los manuscritos antiguos que se conservan de la versión Septuaginta incluyen el Codex Vaticanus (B; {\displaystyle {\mathfrak {G}}}B; siglo IV), el Codex Sinaiticus (S; BHK: {\displaystyle {\mathfrak {G}}}S; siglo IV) y el Codex Alexandrinus (A; {\displaystyle {\mathfrak {G}}}A; siglo V).

## El rey descubre que no se ha recompensado a Mardoqueo (6:1-3)

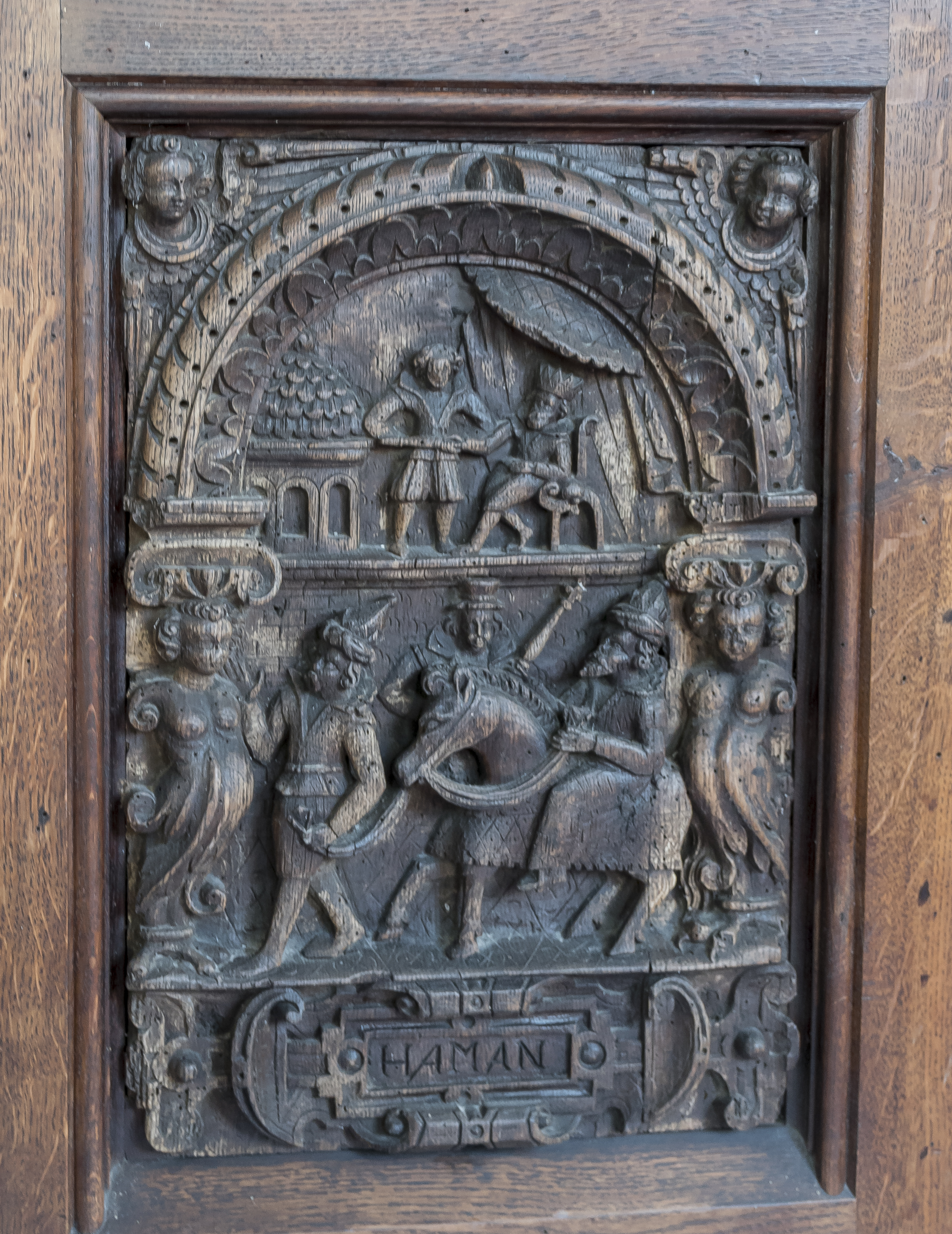
Las figuras en relieve, elaboradamente talladas en arcadas ornamentales, narran la historia del Libro de Ester; escena superior: Amán aconseja al rey cómo tratar a un hombre al que desea honrar; escena inferior: Amán, con el rostro abatido, conduce el caballo del rey, en el que cabalga su enemigo Mardoqueo con el atuendo real. Púlpito de la iglesia de San Martín. Arthur Mee, 1938.

Esta sección narra cómo el rey, por casualidad, no podía dormir aquella noche (cf. KJV), por lo que pidió que se leyeran en voz alta las Crónicas Reales (que casualmente contenían la beneficencia de Mardoqueo hacia el rey) y descubrió que, por casualidad, Mardoqueo no había sido recompensado.

### Versículo 1
«Aquella noche el rey no podía dormir, y mandó traer el libro de los registros de las crónicas; y se leyeron delante del rey».
- «El rey no podía dormir» (KJV): En hebreo: «el sueño del rey huyó».[12]
- «El libro de los registros de las crónicas»: En hebreo: «el libro de los recuerdos de los relatos de los días»; NAB «la crónica de los acontecimientos notables»; NET: «el libro que contiene los registros históricos».[13]

### Versículo 2
«Y se halló escrito que Mardoqueo había denunciado a Bigthana y a Teres, dos eunucos del rey, guardias de la puerta, que habían intentado atentar contra la vida del rey Asuero». 
- «Bigthana»: una grafía alternativa de «Bigthan» (Ester 2:21).[15]

### Versículo 3
Y el rey dijo: ¿Qué honor y dignidad se le ha dado a Mardoqueo por esto? Entonces los siervos del rey que le servían dijeron: No se le ha hecho nada.
- «Honor y dignidad»: del hebreo: «Honor y grandeza», un hendíadis, que es una figura retórica en la que una sola idea se expresa mediante dos palabras o frases.[17]

## Hamán aconseja al rey cómo recompensar al hombre al que el rey desea honrar (6:4-10)

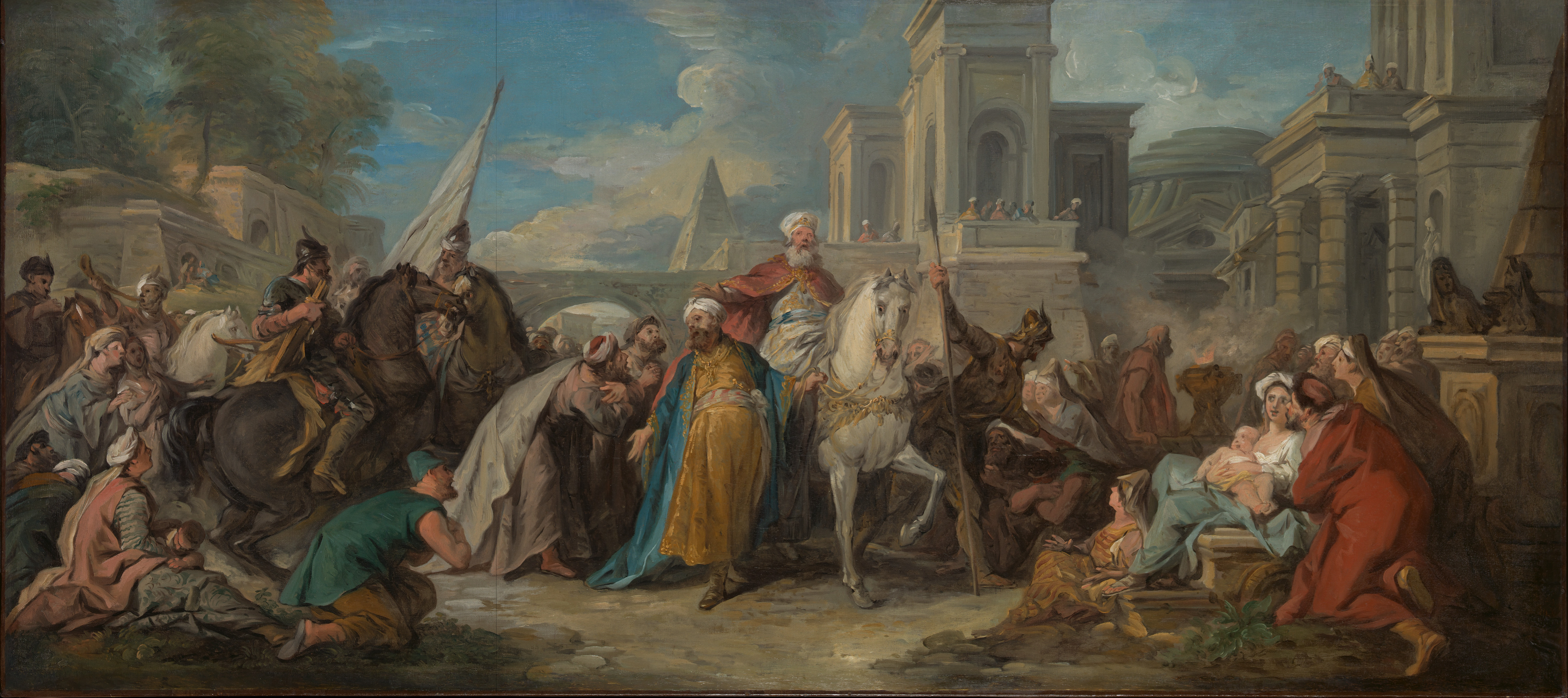
Boceto al óleo para un diseño de tapiz, de Jean-François de Troy (1 de enero de 1736).

Por casualidad, Amán fue el primero en llegar al palacio temprano por la mañana para dar consejo. Cualquier cortesano del rey podría haber dado consejo, pero irónicamente fue Amán quien lo dio y también quien tuvo que otorgar el honor que en realidad deseaba para sí mismo a Mardoqueo.

### Versículo 6
Entonces entró Amán, y el rey le preguntó: «¿Qué se debe hacer al hombre a quien el rey quiere honrar?»
Amán pensó en su corazón: «¿A quién querrá honrar el rey más que a mí?»
El rey destruye involuntariamente a Amán al ocultar el nombre de la persona a quien quiere honrar, en una ironía que contrasta con el hecho de que Amán ocultó intencionadamente al rey el nombre del pueblo al que quería destruir (Esther 3:8).

## Amán honra a Mardoqueo según su propio consejo al rey (6:11)

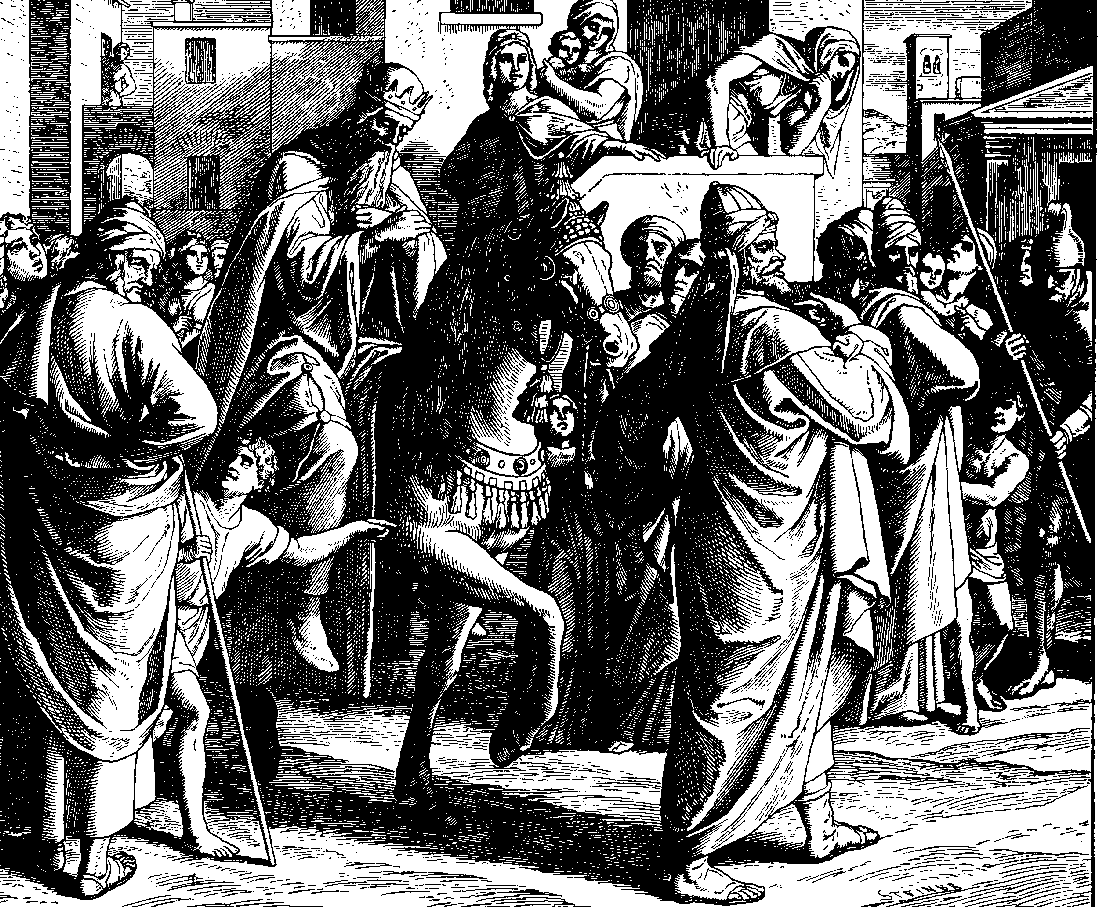
Mardoqueo es honrado; xilografía de 1860 de Julius Schnorr von Karolsfeld

Amán ideó un honor inusualmente alto para «el hombre a quien el rey se complace en honrar», pero el rey, sin reflexionar, aceptó inmediatamente el consejo, solo para ordenar a Amán que lo llevara a cabo con «Mardoqueo el judío», lo que sin querer supuso una humillación adicional para Amán. La mención de «el judío» indica que el rey no relaciona al pueblo judío con el edicto de destrucción que aprobó apenas unos días antes.

### Versículo 11
Entonces Amán tomó el traje y el caballo, vistió a Mardoqueo, lo llevó a caballo por la calle de la ciudad y proclamó delante de él: Así se hará al hombre a quien el rey quiere honrar.
El deseo de Amán de vestir las ropas del rey y montar en su caballo muestra la psicología de un forastero que anhelaba, pero nunca creyó realmente que pudiera, formar parte de la realeza persa. Esto también se demuestra por lo emocionado que estaba Amán al ser invitado a un banquete privado con el rey y la reina (HE, HE).

## Los amigos y la esposa de Amán predicen su caída (6:12-14)

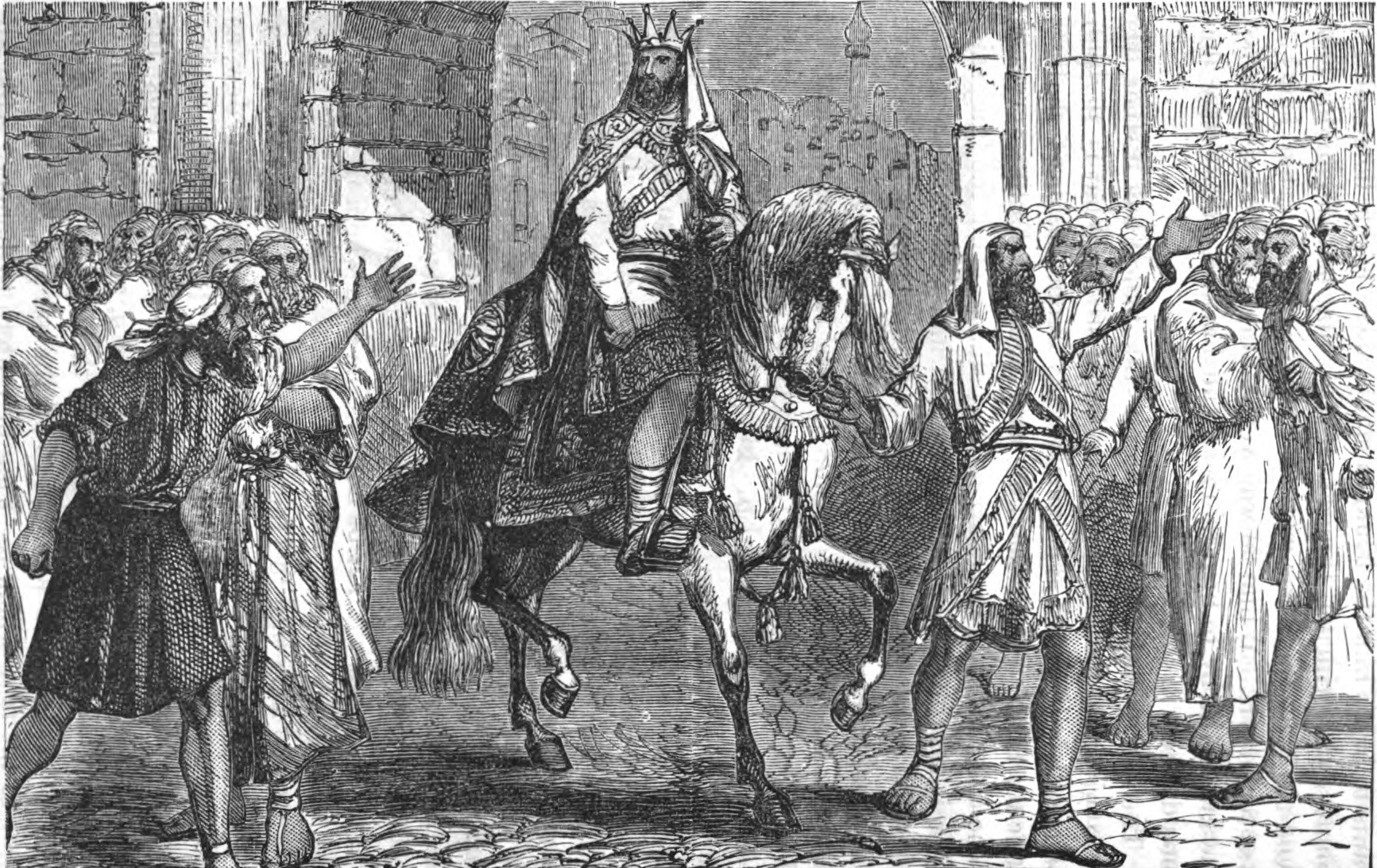
Amán conduce a Mardoqueo por la ciudad. En: «La historia de la Biblia desde el Génesis hasta el Apocalipsis» (1873)

Esta sección articula el importante punto de inflexión de la historia con la predicción sobre la caída de Amán, el enemigo hereditario de los judíos, y la liberación de estos.

### Versículo 13
Y Amán contó a Zeres, su mujer, y a todos sus amigos todo lo que le había sucedido. Entonces sus sabios y Zeres, su mujer, le dijeron: Si Mardoqueo es de la descendencia de los judíos, ante los cuales has comenzado a caer, no prevalecerás contra él, sino que caerás delante de él.
La respuesta de Zeres se basa en el hecho de que Mardoqueo es judío, lo que transmite una poderosa idea subyacente en todo el libro: que los judíos sobrevivirán en última instancia.

### Versículo 14
«Y mientras aún hablaban con él, llegaron los eunucos del rey y se apresuraron a llevar a Amán al banquete que Ester había preparado».
- «Llegaron los eunucos del rey»: una costumbre oriental muy conocida de ir a buscar a los invitados (KJV).[23]

## Comentarios

### De la Iglesia católica

#### A todo el capítulo
Cuando se acercó el momento culminante de la narración, simbolizado en el sueño de Mardoqueo por la lucha entre los dos grandes dragones, «despuntaron la luz y el sol» (1,1i). Los justos habían puesto su confianza en el Señor, de acuerdo con la recomendación del Salmo: «Encomienda al Señor tu camino, confía en Él, que Él actuará, y hará despuntar tu justicia como la aurora, y tu derecho como la luz del mediodía» Sus plegarias y su penitencia han sido atendidas.
La intervención de Dios en favor de su pueblo, siempre de modo muy discreto, comienza a manifestarse. El insomnio del rey y la lectura del libro en el que se recordaban las gestas de su reinado fueron la ocasión para que se le iluminara la idea de ensalzar a Mardoqueo por el favor que éste le había prestado. De este modo comienza a ceder el poder de Amán mientras Mardoqueo aumenta en consideración ante el monarca.
El relato ridiculiza la soberbia de Amán, que piensa que es el único digno de ser apreciado por el rey, y que se ve humillado al tener que proclamar la grandeza de aquel a quien aborrecía. El pasaje es un buen ejemplo de lo que enseñó nuestro Señor: «El que se ensalce será humillado, y el que se humille será ensalzado»

## Lectura adicional
- Bechtel, Carol (1983). Esther. Westminster John Knox Press. ISBN 978-0664237455.
- Bush, Frederic W. (2018). Ruth-Esther. Word Biblical Commentary 9. Zondervan Academic. ISBN 978-0310588283.
- McConville, J. G. (1985). Ezra, Nehemiah, and Esther. The Daily Study Bible: Old Testament. Westminster John Knox Press. ISBN 978-0664245832. Consultado el October 28, 2019.